# 1927年の日本公開映画
- 映画 > 映画の一覧 > 年度別日本公開映画 > 1927年の日本公開映画
- 映画 > 1927年の映画 > 1927年の日本公開映画

1927年の日本公開映画（1927ねんのにほんこうかいえいが）では、1927年（昭和2年）1月1日から同年12月31日までに日本で商業公開された映画の一覧を記載。作品名の右の丸括弧内は製作国を示す。
記載の凡例については年度別日本公開映画#凡例を参照

## 作品一覧

### 1月
- 三悪人（アメリカ）
- 女王蜂（アメリカ）
- 大帝の密使（フランス）
- 南海のアロマ（アメリカ）
- 桃色の曲者（アメリカ）
- 陽気な巴里っ子（アメリカ）
- ヨランダ姫（アメリカ）
- 5日
  - 幡随院長兵衛（日本）
- 6日
  - ウィンダミア夫人の扇（アメリカ）大阪松竹座[1]
- 8日
  - 照る日くもる日 第二篇（日本、日活）
- 21日
  - 氷島の漁夫（フランス）武蔵野館[2]
- 28日
  - 九官鳥（日本）
  - 切支丹お蝶（日本、阪妻・立花・ユニヴァーサル連合映画）
  - 面影（オーストリア）武蔵野館[2]

### 2月
- 歓楽の舞姫（アメリカ）
- ネル・ギン（イギリス）
- 夢想の楽園（アメリカ）
- 9日
  - 鳴門秘帖 第三篇（日本、マキノ・プロダクション）
  - 帝国ホテル（アメリカ）武蔵野館[2] - キネマ旬報ベストテン外国映画7位

### 3月
- 恋は異なもの（アメリカ）
- 謎の刺青（アメリカ）
- 1日
  - 照る日くもる日 第三篇（日本、日活）
- 10日
  - 忠次旅日記 甲州殺陣篇（日本）
- 11日
  - 女優ナナ（フランス）帝国劇場[2]
- 18日
  - 彼をめぐる五人の女（日本） - キネマ旬報ベストテン2位
  - ボー・ジェスト（アメリカ）武蔵野館[2] - キネマ旬報ベストテン外国映画4位
- 29日
  - 父帰る（日本、松竹）

### 4月
- 愛の坩堝（スウェーデン）
- 粋な殿様（アメリカ）
- イスラエルの月（オーストリア）
- キートンの西部成金（アメリカ）
- 田吾作ロイド一番槍（アメリカ）
- 悲恋舞曲（アメリカ）
- 復活（アメリカ）
- 誉れの一番乗（アメリカ）
- 落花長恨（アメリカ）
- 我れ若し王者なりせば（アメリカ）
- 7日
  - 照る日くもる日 第四篇（日本、マキノ）
  - 人罠（アメリカ）武蔵野館[2]
- 29日
  - 鬼あざみ（日本）

### 5月
- 霧の裏街（アメリカ）
- サタンの嘆き（アメリカ）
- 野薔薇（アメリカ）
- 1日
  - 椿姫（日本）
- 6日
  - 芸術と手術（オーストリア）[3]
- 13日
  - 悪魔の星の下に（日本） - キネマ旬報ベストテン8位
- 20日
  - ヴァリエテ（ドイツ）[4] - キネマ旬報ベストテン外国映画2位
- 26日
  - 真珠夫人（日本）
- 29日
  - 阿里山の侠児（日本）

### 6月
- 3日
  - 淨魂（日本）
- 5日
  - 照る日くもる日 第四篇（日本、日活）
- 15日
  - からくり娘（日本） - キネマ旬報ベストテン6位
- 17日
  - 道中悲記（日本） - キネマ旬報ベストテン10位
- 26日
  - 白虎隊（日本）

### 7月
- 怪巡洋艦エムデン（ドイツ）
- 百貨店（アメリカ）
- 古着屋クーガン（アメリカ）
- 1日
  - 照る日くもる日 最終篇（日本、日活）
- 14日
  - 地雷火組 第一篇（日本）
  - 鳴門秘帖 第六篇（日本、マキノ）
- 22日
  - 地雷火組 第二篇（日本）
- 31日
  - 彼は復讐を忘れたか（日本）

### 8月
- 明眸罪あり（アメリカ）
- 14日
  - 忠次旅日記 信州血笑篇（日本） - キネマ旬報ベストテン1位

### 9月
- 栄光（アメリカ）
- 想ひ叶ふて（アメリカ）
- キートンの大学生（アメリカ）
- 決死隊（アメリカ）
- 椿姫（アメリカ） - キネマ旬報ベストテン外国映画8位
- ドン・ファン（アメリカ） - キネマ旬報ベストテン外国映画10位
- 肉体の道（アメリカ） - キネマ旬報ベストテン外国映画5位
- 美人帝国（アメリカ）
- ビッグ・パレード（アメリカ） - キネマ旬報ベストテン外国映画3位
- 1日
  - 真紅の文字（アメリカ）
- 8日
  - 砂絵呪縛 第一篇・第二篇（日本、マキノ）
  - 砂絵呪縛 第一篇（日本、阪東妻三郎プロダクション）
  - 砂絵呪縛 第一篇（日本、日活）
  - 島原美少年録（日本、松竹）
  - 猫とカナリヤ（アメリカ）[5]
- 15日
  - 慈悲心鳥（日本） - キネマ旬報ベストテン7位
  - 鳴門秘帖 最終篇（日本、マキノ）

### 10月
- 青鷲（アメリカ）
- カルメン（フランス） - キネマ旬報ベストテン外国映画9位
- チャング（アメリカ） - キネマ旬報ベストテン外国映画6位
- 鉄条網（アメリカ）
- ヴォルガの船唄（アメリカ）
- 娘新旧両面鏡（アメリカ）
- 1日
  - 建国史 尊王攘夷（日本） - キネマ旬報ベストテン3位
- 14日
  - 下郎（日本） - キネマ旬報ベストテン9位
  - 人形の家（日本）
- 26日
  - 海の勇者（日本） - キネマ旬報ベストテン5位

### 11月
- 赤ちゃん母さん（アメリカ）
- 悪魔の曲馬団（アメリカ）
- 五つの魂を持つ女（アメリカ）
- 第七天国（アメリカ） - キネマ旬報ベストテン外国映画1位
- タルチュフ（ドイツ）
- 魔炎（アメリカ）
- 力漕一艇身（アメリカ）
- 3日
  - 砂絵呪縛 第二篇（日本、阪東妻三郎プロダクション）
  - 砂絵呪縛 第二篇（日本、日活）
- 25日
  - 除夜の悲劇（ドイツ）

### 12月
- あれ（アメリカ）
- 美人国二人行脚（アメリカ）
- 15日
  - 砂絵呪縛 終篇（日本、マキノ）
  - 砂絵呪縛 第三篇（日本、阪東妻三郎プロダクション）
  - 砂絵呪縛 完結篇（日本、日活）
- 27日
  - 忠次旅日記 御用篇（日本） - キネマ旬報ベストテン4位
- 31日
  - 弥次㐂多 尊王の巻（日本）

### 公開日不明
- 砂絵呪縛（日本、東亜キネマ）
- 鳴門秘帖（日本、日活）